# Privileg von Warta
Im Privileg von Warta wurden dem polnischen Adel politische Vorrechte eingeräumt. Es wurde am 28. Oktober 1423 vom polnischen König Władysław II. Jagiełło im Warta bei Sieradz erlassen.

## Inhalt
Władysław wurde 1385 durch Heirat zum polnischen König. Die Akzeptanz des polnischen Adels musste er sich bereits kurz nach seiner Wahl durch eine Reihe von Privilegien sichern. Lange blieb Władysław ohne männlichen Nachfolger. Erst seine vierte Frau gebar im drei Söhne, von denen zwei das Kindesalter überlebten. Um die Thronfolge zu sichern, das Königreich Polen war eine Wahlmonarchie, musste Władysław dem Adel für die Wahl seiner Söhne als Gegenleistung weitere Rechte gewähren:
- der Adel durfte Schultheiß und freie Bauern von ihren Ämtern und Höfen entfernen und ihre Güter zu einem vom Adeligen bestimmten Preis übernehmen.
- den Bauern wurde es untersagt, den Hof des Adeligen zu verlassen. Wer entflohenen Bauern Unterschlupf gewährte, wurde hart bestraft.
- Woiwoden konnten den Städten Preise für verschiedene Artikel vorschreiben, insbesondere für handwerkliche Erzeugnisse. Ausgenommen hiervon waren landwirtschaftliche Produkte.

Insgesamt wurde die Stellung des Adels gegenüber den Bauern und dem Bürgertum weiter gestärkt. Die verarmenden Bauern flohen oft in die Ukraine, so sie sich den Kosaken anschlossen bzw. den Kosakenstand erst bildeten. Die Entwicklung der Städte wurde gehemmt. Es bildeten sich große Latifundien der Magnaten.
Kurz vor seinem Tod musste Władysław weitere Privilegien erlassen, um die Thronfolge zu sichern.